# Kenny Battle
Kenneth R. "Kenny" Battle (Aurora, Illinois; 10 de octubre de 1964) es un exjugador de baloncesto estadounidense que disputó cuatro temporadas en la NBA, además de hacerlo también en la CBA y en la liga argentina. Con 1,98 metros de estatura, jugaba en la posición de alero.

## Trayectoria deportiva

### High School
En 1984, Battle lideró al Aurora West High School a la tercera plaza del torneo estatal de baloncesto Illinois High School Association Class AA. Battle fue el máximo anotador del torneo con 86 puntos en cuatro partidos, con 28 puntos ante Champaign Centennial en cuartos de final, y fue incluido en el mejor quinteto del torneo.
En 2007, la Illinois High School Association nombró a Battle una de las 100 leyendas del IHSA Boys Basketball Tournament.

### Universidad
Battle jugó en la Universidad del Norte de Illinois durante sus dos primeras temporadas antes de ser transferido a la Universidad de Illinois. En sus dos años con los Huskies promedió 20.1 y 19.6 puntos respectivamente. En los Fighting Illini fue el capitán del equipo en 1989, alcanzando la Final Four y cayendo ante Michigan. Battle recibió una mención honorable del All-America en 1988 y 1989, además de formar parte del tercer quinteto de la Big Ten Conference en 1988 y del segundo un año después. También posee el récord de más robos de balón en una temporada en la historia de los Fighting Illini con 89 en 1989, y en 2004 fue incluido en el mejor equipo del siglo de la Universidad de Illinois.

### Profesional
Battle fue seleccionado por Detroit Pistons en la 27.ª posición del Draft de la NBA de 1989, e inmediatamente fue traspasado a Phoenix Suns junto con Micheal Williams a cambio de la elección de primera ronda de los Suns Anthony Cook. Battle jugó menos de una temporada y media con los Suns hasta que fue cortado el 23 de enero de 1991. Dos días después firmó con Denver Nuggets, con los que disputó 40 partidos y promedió 6.1 puntos y 3.1 rebotes por noche. En la campaña siguiente apareció en 16 partidos totales con Boston Celtics y Golden State Warriors.
En el All-Star Weekend de 1990, Battle participó en el Concurso de Mates y finalzió en la última posición. Al margen de la NBA, desarrolló gran parte de su carrera en La Crosse Catbirds de la CBA, con los que ganó la liga en 1992. Sus últimos equipos fueron Quad City Thunder de la CBA, Olimpia Venado Tuerto de la liga argentina, y Fargo-Moorhead Beez de la IBA en 2000, cinco años después de su retirada.

## Estadísticas de su carrera en la NBA

### Temporada regular
| Temporada | Edad | Equipo                | Liga | P   | TIT | MIN  | TC  | TCA | %TC  | 3P  | 3PA | %3P  | TL  | TLA | %TL   | R.OF. | R.DEF. | REB | ASIS | ROB | TAP | PER | FP  | PTS |
| 1989-90   | 25   | Phoenix Suns          | NBA  | 59  | 8   | 12.4 | 1.6 | 2.9 | .547 | 0.0 | 0.1 | .250 | 0.9 | 1.4 | .671  | 0.7   | 1.4    | 2.1 | 0.6  | 0.6 | 0.2 | 0.5 | 1.6 | 4.1 |
| 1990-91   | 26   | TOTAL                 | NBA  | 56  | 8   | 16.9 | 2.4 | 5.0 | .472 | 0.1 | 0.4 | .125 | 1.3 | 1.7 | .753  | 1.5   | 1.7    | 3.1 | 1.1  | 1.1 | 0.3 | 0.9 | 1.9 | 6.1 |
| 1990-91   | 26   | Phoenix Suns          | NBA  | 16  | 4   | 16.4 | 2.4 | 5.4 | .442 | 0.0 | 0.1 | .000 | 1.3 | 1.8 | .690  | 1.3   | 2.0    | 3.3 | 0.9  | 1.2 | 0.4 | 1.1 | 1.6 | 6.0 |
| 1990-91   | 26   | Denver Nuggets        | NBA  | 40  | 4   | 17.1 | 2.4 | 4.9 | .485 | 0.1 | 0.6 | .136 | 1.3 | 1.6 | .781  | 1.6   | 1.5    | 3.1 | 1.2  | 1.0 | 0.3 | 0.9 | 2.1 | 6.1 |
| 1991-92   | 27   | TOTAL                 | NBA  | 16  | 0   | 5.8  | 0.7 | 1.1 | .647 | 0.0 | 0.1 | .000 | 0.6 | 0.8 | .833  | 0.3   | 0.8    | 1.0 | 0.3  | 0.1 | 0.1 | 0.3 | 0.6 | 2.0 |
| 1991-92   | 27   | Boston Celtics        | NBA  | 8   | 0   | 5.8  | 0.4 | 0.5 | .750 | 0.0 | 0.0 |      | 1.0 | 1.0 | 1.000 | 0.4   | 0.8    | 1.1 | 0.0  | 0.1 | 0.0 | 0.3 | 0.5 | 1.8 |
| 1991-92   | 27   | Golden State Warriors | NBA  | 8   | 0   | 5.8  | 1.0 | 1.6 | .615 | 0.0 | 0.1 | .000 | 0.3 | 0.5 | .500  | 0.1   | 0.8    | 0.9 | 0.5  | 0.1 | 0.3 | 0.3 | 0.8 | 2.3 |
| 1992-93   | 28   | Boston Celtics        | NBA  | 3   | 1   | 9.7  | 2.0 | 4.3 | .462 | 0.0 | 0.3 | .000 | 0.7 | 0.7 | 1.000 | 2.3   | 1.3    | 3.7 | 0.7  | 0.3 | 0.0 | 0.7 | 0.7 | 4.7 |
| Total     |      |                       | NBA  | 134 | 17  | 13.4 | 1.8 | 3.6 | .504 | 0.0 | 0.2 | .133 | 1.0 | 1.4 | .725  | 1.0   | 1.4    | 2.4 | 0.8  | 0.7 | 0.2 | 0.7 | 1.6 | 4.7 |

### Playoffs
| Temporada | Edad | Equipo       | Liga | P | MIN | TCA | TC | 3PA | 3P | TLA | TL | R.OF. | REB | ASIS | ROB | TAP | PER | FP | PTS | %TC  | %3P | %FT   | MIN | PTS | REB | AST |
| 1989-90   | 25   | Phoenix Suns | NBA  | 8 | 34  | 4   | 13 | 0   | 0  | 1   | 1  | 1     | 5   | 0    | 0   | 0   | 2   | 5  | 9   | .308 |     | 1.000 | 4.3 | 1.1 | 0.6 | 0.0 |
| Total     |      |              | NBA  | 8 | 34  | 4   | 13 | 0   | 0  | 1   | 1  | 1     | 5   | 0    | 0   | 0   | 2   | 5  | 9   | .308 |     | 1.000 | 4.3 | 1.1 | 0.6 | 0.0 |